# Слобозија-Кампињанка (Вранча)
Слобозија-Кампињанка (рум. Slobozia-Câmpineanca) насеље је у Румунији у округу Вранча. Oпштина се налази на надморској висини од 70 m.

## Становништво
Према подацима из 2011. године у насељу је живело 3158 становника.